# 거제 강망산 봉수대
거제 강망산 봉수대(巨濟 江望山 烽燧臺)는 대한민국 경상남도 거제시 덕포동, 강망산에 있는 봉수대이다. 1998년 11월 13일 경상남도의 기념물 제202호 강망산 봉수대으로 지정되었다가, 2018년 12월 20일 현재의 명칭으로 변경되었다.

## 개요
봉수대는 횃불과 연기를 이용하여 급한 소식을 전하던 옛날의 통신수단을 말한다. 높은 산에 올라가서 불을 피워 낮에는 연기로 밤에는 불빛으로 신호를 보냈다.
경상남도 거제시의 강망산 봉수대는 해발 370m의 강망산 정상에 있으며 산 정상에서 덕포동과 장목면의 경계를 형성한다. 봉화를 피우기 위한 연대(煙臺)는 자연석을 이용하여 축대를 쌓고 잔돌을 채워 넣어 만들었다. 현재는 바깥 2단까지 흔적이 남아 있으나 그 위는 경사가 급해 확인할 수 없고 다만 3단까지 연통이 있었을 것으로 예상한다.
만든 시기는 정확하지 않지만 구조적으로 조선 전기에 설치한 거제도의 옥녀봉 봉수대와 유사하여 같은 시기에 쌓아 만든 것으로 보인다. 『대동여지도』에 나오는 율포의 ‘가을곶 봉수대’가 강망산 봉수대로 여겨지며, 서울 목멱산(지금의 남산)의 중앙봉수에 이르는 봉화선로에 포함된 거제 북부 지역의 봉수대라고 생각된다.

## 참고 자료
- 거제 강망산 봉수대 - 국가유산청 국가유산포털